# 蒂克諾斯波斯
蒂克諾斯波斯（英語：Teec Nos Pos）是位於美國亞利桑那州阿帕契縣的一個人口普查指定地區。根據2020年美國人口普查，該地人口為507人，而該地的面積約為37.04平方千米。

## 地理
蒂克諾斯波斯的座標為36°55′23″N 109°05′18″W / 36.92306°N 109.08833°W，而該地最高點為海拔高度1588米（即5210英尺）。